# Теодор Рузвелт (национален парк)
Националният парк Теодор Рузвелт (на английски: Theodore Roosevelt National Park) е част от националните паркове на САЩ, който е съставен от три географски отделени бедлендс (вид сухи почви богати на глина), намиращ се в западната част на Северна Дакота. Паркът е създаден през 1978, и е кръстен на американския президент Теодор Рузвелт, който е бил собственик и е работел в ранчо, за период от няколко години, което сега е запазено в парка. Паркът се простира на площ от приблизително 285 km² и е разделен на три участъка: Северен, Южен и Ранчо Елкхорн (буквалнен превод от английски elkhorn – рог на лос). Южният участък се намира покрай Магистрала 94, близо до Медора, Северна Дакота. Северният участък се намира на около 120 km северно от Южния, до Шосе 85, на юг от град Уатфорд, Северна Дакота. Участъкът Ранчо Елкхорн е разположен между Северния и Южния, на около 32 km западно от Шосе 85 и Феърфийлд, Северна Дакота. Целият парк е разположен в рамките на националното пасище малък Мисури, а р. Малък Мисури минава през него. Пътеката Маах Дах Хей (от индиански – земя, която е била, или ще бъде тук от много време) минава през паркът Теодор Рузвелт.

## История
През 1884 година, след като загубва майка си и баща си в един ден, Рузвелт заминава за ранчото си в Северна Дакота, за да започне на ново живота си и да се възстанови от трагедията. Сухите земи по тези места сякаш го пречистили и въпреки че той на няколко пъти се връщал на изток, повече от две години той стопанисвал ранчото, като си водил бележки за преживяванията му, които са били пубикувани на части в някои източни вестници и списания. Връщайки се на изток и залавяйки се отново с политика, Рузвелт завинаги остава свързан с дивите райони и живота на каубой в ранчото.

## Развитие на парка
Сухите земи покрай река Малък Мисури били изследвани през 1924 г, за да се установи с точност мястото на парка. През 1934 г, лагерите на корпуса на цивилните природозащитници били разположени и на два от бъдещите участъка на парка. Районът бил обозначен като зона за отдих – Рузвелт през 1935 г. През 1946 бил прехвърлен на Американската Комисия по риболов и диви животни и името му било сменено на – Резерват за диви животни Теодор Рузвелт. По-късно, на 25 април, 1947, бил преименуван като мемориален парк Теодор Рузвелт и едва през 1978 г става известен с името Национален парк Теодор Рузвелт. 121.1 km² от парка са запазени като дива зона, наименувана на името на Теодор Рузвелт, която и днес е обитавана от бизони, белоглави орли, соколи, ястреби, койоти и лосове.